# 出口王仁三郎
出口王仁三郎（1871年8月27日—1948年1月19日）是日本的一位宗教家，為新興宗教大本教的聖師。他為大本教教義的整理和發展做出了巨大貢獻，是大本教實質上的創始人。
原名上田喜三郎（うえだ きさぶろう）。後來大本教的教主出口直在御筆先中，將其名字寫作了同音的「鬼三郎」。由於厭惡「鬼」字，因此將「鬼」字改為了在日語訓讀中同音古代名人的「王仁」（日語中皆發音為： / oni）。

## 生平
出口王仁三郎於明治四年七月十二日（舊曆）出生在京都府龜岡市的穴太，為農民上田氏的長子，原名上田喜三郎。其祖母上田宇能是《日本言靈學》作者中村孝道的妹妹，也是一個對神道民俗有研究之人。喜三郎小時候體質虛弱無法上學，只得跟隨祖母學習神道。據說後來成為附近出名的「八耳」（指直覺和理解力優異的人）神童。
1883年，在混亂的時代裡，12歲的喜三郎成為村中小學的代課教師，後來又成為小學的正式教師，但兩年後就辭職歸田。1893年一邊在園部町的牧場工作一邊積累經驗，1896年自主創辦了穴太精乳館，開始從事擠奶和賣牛奶的行業。
1898年，喜三郎自稱得到了松岡芙蓉（一說為天狗）的召喚，隨神使前往龜岡市境內的靈山、高熊山進行神道的修業。後來每年10月都會前往山中修業，並前往京都府綾部市訪問出口直，兩人一起創立了大本教。翌年7月，出口直自稱接受神示，在綾部擴大了教團，最終使大本教成為了日本非常有影響力的宗教團體。
1900年，喜三郎與出口直的第五女出口澄結婚，並入贅成為出口直的婿養子，改名出口王仁三郎。
1906年，進入皇典講究所（今國學院大學）教育部本科學習2年。畢業後在建勳神社短期供職。此後購買了龜山城作為大本教教團的根據地，並收購了大正日日新聞以宣傳教義。
1921年，發生第一次大本事件，出口王仁三郎被以不敬罪、違反新聞紙法的罪名關押入獄，在監獄中開始口述《靈界物語》。1923年作了將世界語引入傳教活動的試圖。
1924年2月出獄，流亡中國。受到馬賊盧占魁的邀請前往蒙古地區活動。同年6月遭到張作霖的襲擊而被俘，準備處決；但槍斃前其日本人的身份被證實，出口王仁三郎同植芝盛平等6名日本人被釋放。同年歸國。
1934年7月22日，出口王仁三郎在九段會館成立了社會運動團體「昭和神聖會」，支持者超過了800萬人，廣泛展開運動。1935年發生第二次大本事件，出口王仁三郎再次被投入監獄。他被控以違反治安維持法，在二審判決中認定無罪；但大審院又冠以不敬罪的罪名。1942年被保釋出獄。
1945年二次大戰日本投降後，日本頒發大赦令，但出口王仁三郎仍未被赦免。1946年2月，大本教教團新設了愛善苑一處的活動地。1947年10月，日本刑法改正後，不敬罪被廢除，出口王仁三郎方才被赦免。
晚年的出口王仁三郎退隱於綾部，以美術和製作陶器自娛。1948年1月19日逝世，享年76歲。葬於綾部的天王平。

## 其他
日本美術工藝社的主幹事加藤義一郎對出口王仁三郎自製的工藝品作出了很高的評價。植芝盛平所創立的合氣道受到了其大本教的深遠影響。
此外，相傳出口王仁三郎曾準確地預言了關東大地震的發生；在1942年假釋出獄之際，曾高聲喊道：「我出來之日就是日本戰敗的開始！」（私が出た日から日本の負け始めや！）而在1945年廣島原子彈爆炸之前，出口王仁三郎也預言廣島的末日即將到來，勸誡廣島的居民立即疏散。

## 脚注
1. 1 2 3  別冊宝島1199号 《日本「靈能者」列傳》（宝島社 2005年10月）ISBN 978-4796648066
2. ↑  《靈界物語》第38卷：《本教創世記》
3. ↑  《靈界物語》特別篇：《王仁蒙古入記》